# Вікентове
Вікентове́ — село в Україні, у Білогірській селищній громаді Шепетівського району Хмельницької області. До 2020 орган місцевого самоврядування — Залузька сільська рада.

## Населення
Населення села за переписом 2001 року становило 45 осіб, в 2011 році — 26 осіб.

## Історія
Село засноване на початку ХХ століття на основі фільварку пана Вікентія.
12 червня 2020 року, відповідно до розпорядження Кабінету Міністрів України № 727-р «Про визначення адміністративних центрів та затвердження територій територіальних громад Хмельницької області», увійшло до складу Білогірської селищної громади.
19 липня 2020 року, в результаті адміністративно-територіальної реформи та ліквідації Білогірського району, село увійшло до складу новоутвореного Шепетівського району.